# Липариново
Липариново (на гръцки: Λιπαρό, Липаро, катаревуса Λιπαρόν, Липарон, до 1926 година Λιπαρίνοβο, Липариново) е село в Егейска Македония, дем Пела на административна област Централна Македония.

## География
Селото е разположено на 15 m надморска височина в Солунското поле на три километра югозападно от демовия център Кадиново (Галатадес).

## История

### В Османската империя
Има сведения за съществуването на селището под името Липарино от 1357 година с 210 жители. В XIX век селото е в местността Бекер, но в 1840 година река Мъгленица го наводнява и то се премества на сегашното си местоположение. Църквата „Свети Йоан Предтеча“ е построена в 1864 - 1865 година. В началото на ΧΧ век Липариново е село в Ениджевардарска каза на Османската империя. Към 1900 година според статистиката на Васил Кънчов („Македония. Етнография и статистика“) Липариново брои 100 жители българи и 30 цигани.
По данни на секретаря на Българската екзархия Димитър Мишев („La Macédoine et sa Population Chrétienne“) в 1905 година в Липариново (Liparinovo) има 160 българи патриаршисти гъркомани.
Според данни на кукушкия околийски училищен инспектор Никола Хърлев през 1909 година в Липариново функционира българско училище.
При избухването на Балканската война в 1912 година един човек от Липариново е доброволец в Македоно-одринското опълчение.

### В Гърция
През войната селото е окупирано от гръцки части и остава в Гърция след Междусъюзническата война в 1913 година. 
Боривое Милоевич пише в 1921 година („Южна Македония“), че Липариново има 35 къщи славяни християни.
В 1924 година в селото са заселени 4-5 бежански семейства, обшо 18 души.
В 1926 година селото е прекръстено на Липаро. В 1935 година в селото са настанени власи от Денско (Аетомилица).
Според Тодор Симовски от 550 жители в 1991 година местните са абсолютно мнозинство.
Селото има плодородно землище, което се напоява добре. Произвеждат се обошки - праскови и ябълки, памук, жито, царевица и се отглеждат крави.
| Година    | 1913 | 1920 | 1928 | 1940 | 1951 | 1961 | 1971 | 1981 | 1991 | 2001 | 2011 | 2021 |
| --------- | ---- | ---- | ---- | ---- | ---- | ---- | ---- | ---- | ---- | ---- | ---- | ---- |
| Население | 154  | 154  | 188  | 384  | 458  | 491  | 467  | 524  | 550  | 478  | 368  | 303  |

## Личности
Родени в Липариново
- Кольо Треболски (1884 – 1913), македоно-одрински опълченец, 1 отделна партизанска рота, Сборна партизанска рота на МОО, загинал на 23 май 1913[10]